# Bicsú Macujama-várkastély
A Bicsú Macujama-várkastély (japánul 備中松山城, Hepburn-átírással Bitchū Matsuyama-jō), más néven Takahasi kastély, Takahasiban, Okajama prefektúrában található. Nem tévesztendő össze az Ehime prefektúrában található macujamai kastéllyal. Amellett, hogy az ország tizenkét megmaradt eredeti kastélyának egyike, a Bicsú Macujama-várkastély Japánban a legmagasabb tengerszint feletti magasságon, 430 méteren elhelyezkedő kastély.

## Története
A kastélyt eredetileg egy közeli hegyen (Omacujama) építtette föl Akiba Sigenobu 1240-ben. Jelenlegi helyén, a Gagjú-hegyen 1331-ben Takahasi Munejaszu épített várkastélyt, bár ennek a kastélynak a kialakítása eltért a mostanitól. Amikor a régió feudális ura Mimura Motocsika lett, a kastély ismét kibővült és a területe már kiterjedt az egész hegyre. A Móri család segítségével Mimura Motocsika meghódította az egész Bicsú területet és megvédte azt az Amako klánnal szemben. Motocsika később titkos kommunikációba kezdett az Odákkal, és miután ez a Móri klán tudomására jutott, kikényszerítették a kastélyból és a szökésben meghalt.
1600-ban a kastély a Bicsú-Macujama tartomány részévé vált. Ebben az évben érkezett a területre Kobori Maszacugu és fia, Maszakazu a Tokugava sógunátus tisztjeként, és restaurálták a  kastélyt annak érdekében, hogy Macujamát várvárossá alakíthassák. 1617-ben ide helyezték át Ikeda Nagajosit  a Bicsú-Macujama tartomány új uraként, majd őt Ikeda Nagacune követte, aki 1641-ig uralkodott. A következő feudális úr, Mizunoja Kacutaka,  újjáépítette a belső vártornyot, kisebb tornyokat és egyéb kapukat. Ezen felül felépíttette a Gagjú-hegy déli oldalán az Onegoja-házat, ahol a közügyeket intézték. A Mizunoja klán 1695-ig uralkodott itt, majd 1711-ben ismét átkerült az irányítás az Andó klánhoz és az Isikava klánhoz.
A vártorony (tensu) szokatlannak számított abból a szempontból, hogy mindössze két emelet magas volt, bár a himedzsi kastélyhoz hasonló magasabb tensu nem lett volna szükséges, mivel a Bicsú Macujama-várkastély  egy hegyen található, így jó rálátás nyílik a környező területre. Az úri palota a hegy tövében épült.
1744-ben Itakura Kacujosi lett a vár ura, és nyolc leszármazottja uralta a kastélyt egészen a Meidzsi-restaurációig.  Az Edo-korszak végére a kastélyt részben elpusztították, részben pedig lassan tönkrement. 1929-ben polgári egyesület alakult és megkezdődtek a kastély helyreállítási munkálatai. A munka befejezése után Takahasi város hatóságai megjavították a tornyot és a sárfalakat. Három részt sikerült megmenteni amelyek ma is állnak: egy rövid falszakasz, az egyik torony és a vártorony (tensu).

## Galéria

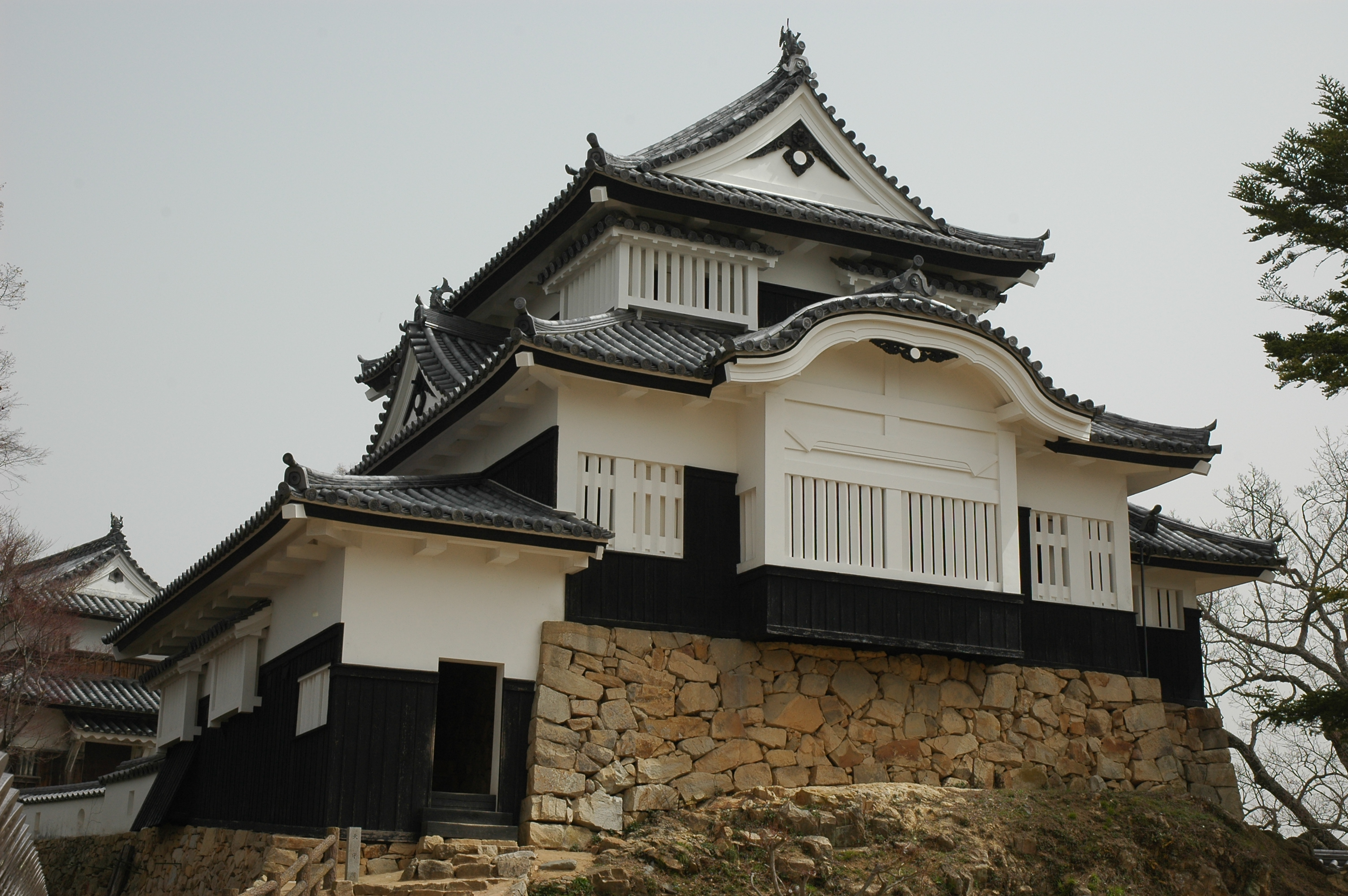
A Bicsú Macujama-várkastély vártornya
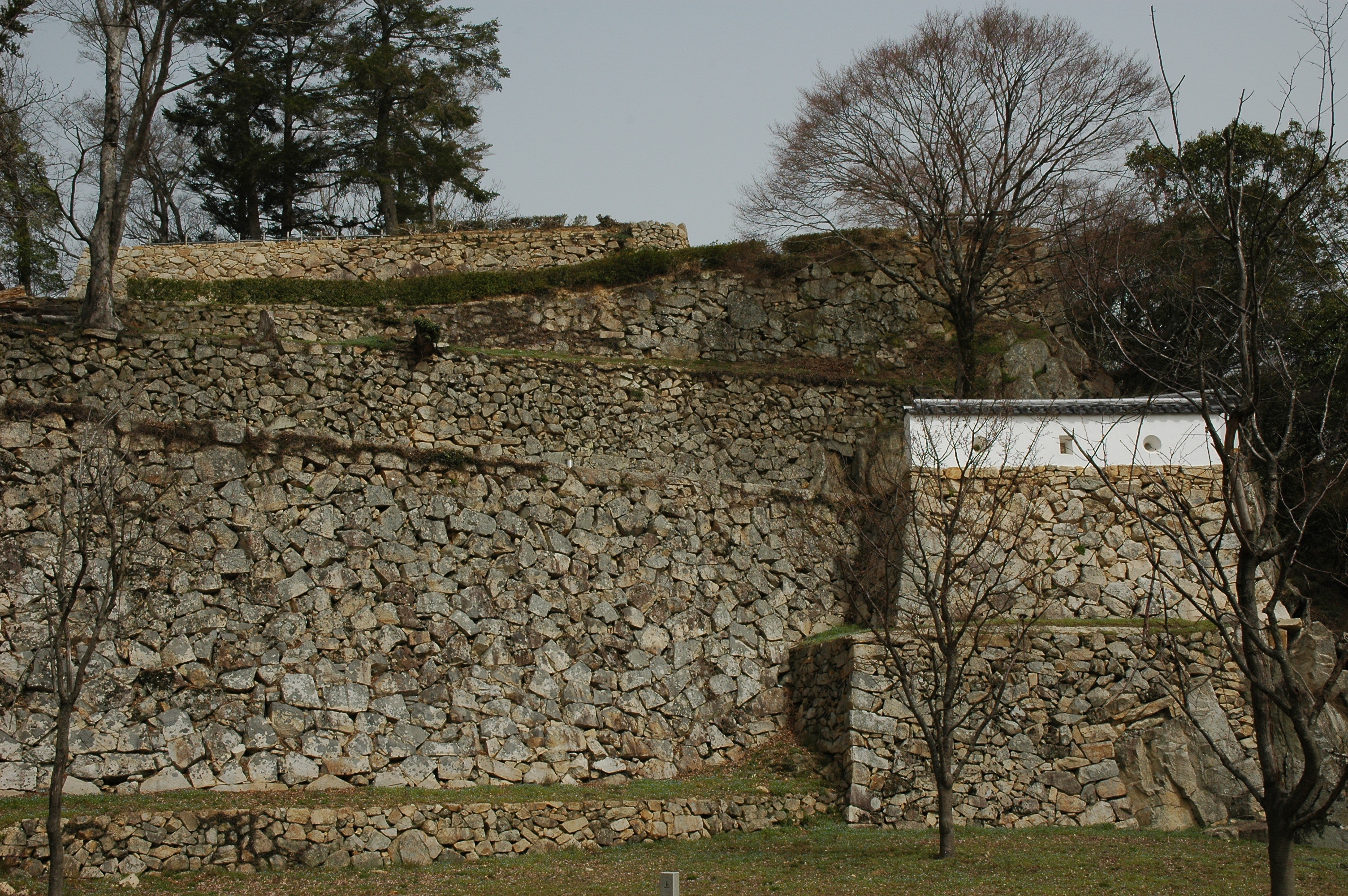
Az emelkedőn felfelé haladva jól láthatóak a fal egymásra épülő szintjei.
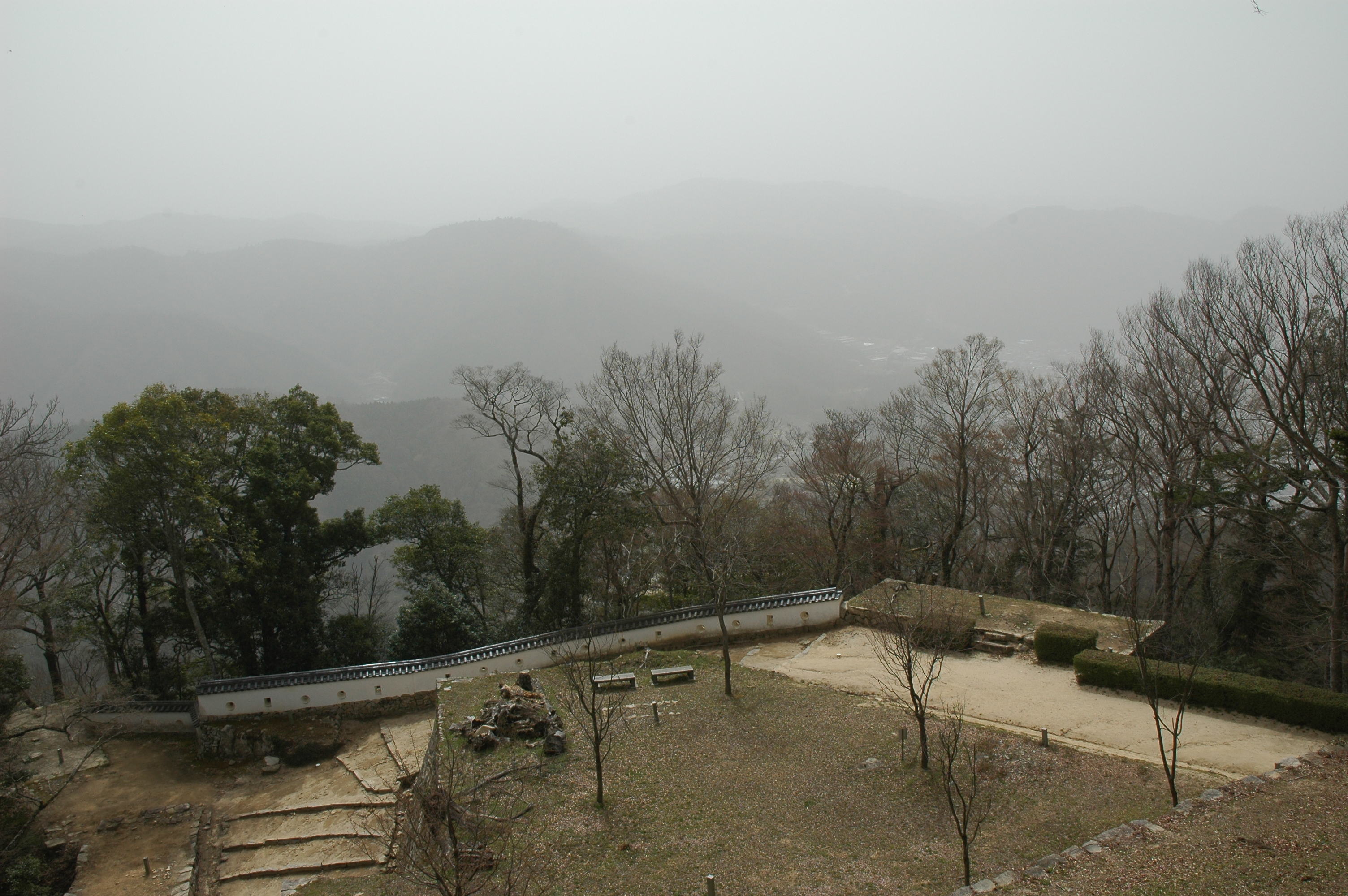
Az eredeti fal egy megmaradt szakasza, a várból nyíló lenyűgöző kilátással.
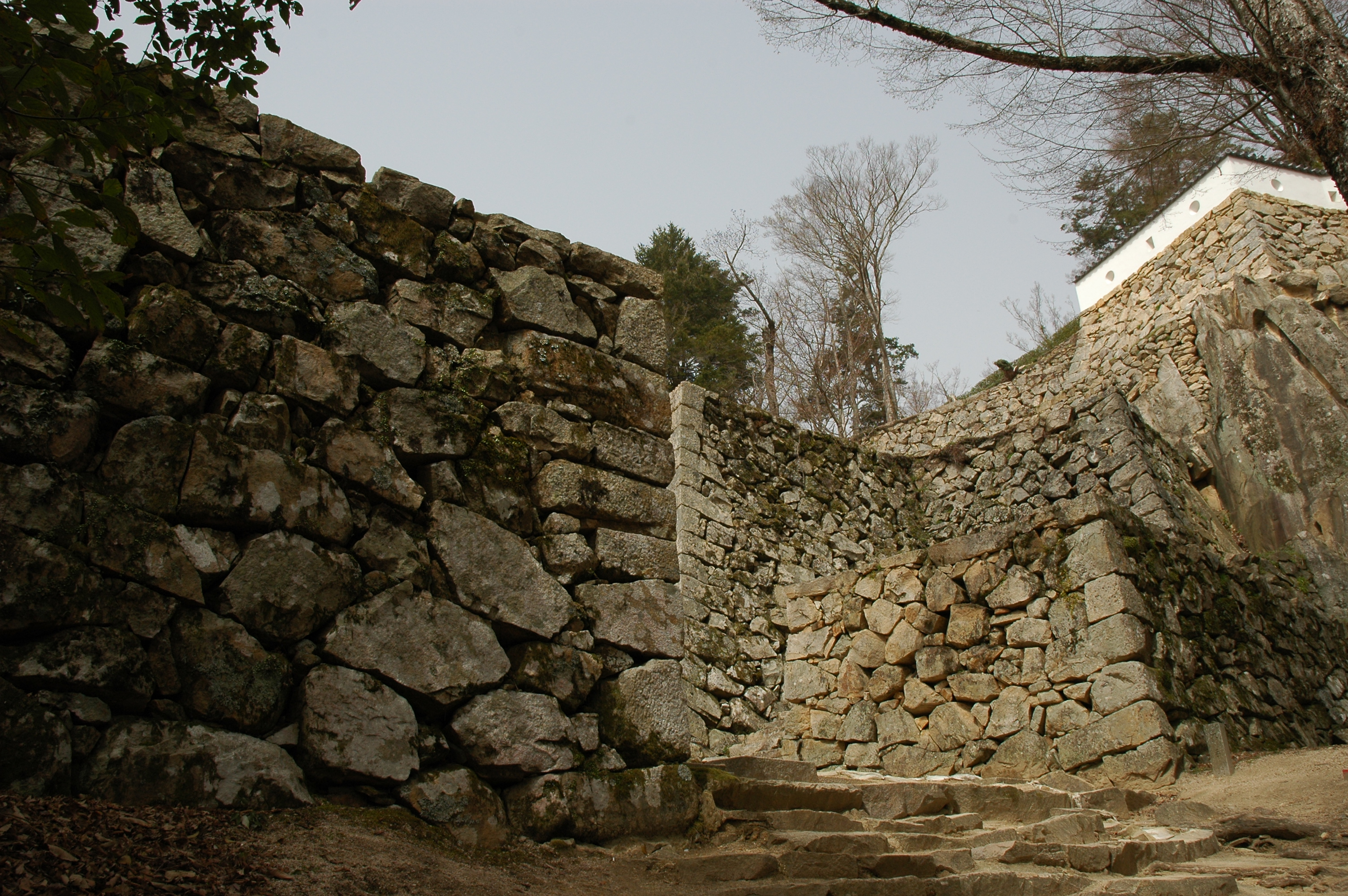
A fal egymást követő szintjei jól láthatóak.

## Fordítás
Ez a szócikk részben vagy egészben  a   Bitchū Matsuyama Castle című angol Wikipédia-szócikk fordításán alapul.  Az eredeti cikk szerkesztőit annak laptörténete sorolja fel. Ez a jelzés csupán a megfogalmazás eredetét és a szerzői jogokat jelzi, nem szolgál a cikkben szereplő információk forrásmegjelöléseként.